# Bikomistreifen
Der Bikomistreifen (auch Bikomikorridor oder Bicome) war ein kleines Territorium zwischen den damaligen Exklaven Portugiesisch-Timors Oe-Cusse Ambeno und Noimuti im Westen der Insel Timor. Benannt war der Streifen nach dem Reich von Bikomi.

## Geschichte
Die traditionellen Herrscher von Oe-Cusse Ambeno beanspruchten das Gebiet, um eine Landverbindung zwischen Oe-Cusse Ambeno und Noimuti herzustellen. Durch den Vertrag von Paravicini beanspruchten aber die Niederlande die Oberhoheit über das Gebiet. Im Vertrag von 1904 sicherte Portugal den Niederlanden den Erwerb von Noimuti und dem Bikomistreifen zu, sobald die Grenzen von Oe-Cusse Ambeno definiert seien. 1913 wurde schließlich der Ständige Schiedshof in Den Haag angerufen, um eine Entscheidung betreffs der endgültigen Grenzziehung zu treffen. 1916 wurde der endgültige Vertrag geschlossen, in dem Noimuti und der Bikomistreifen an die Niederlande gingen.
Heute gehört das Gebiet des Bikomistreifens zum indonesischen Regierungsbezirk (Kabupaten) Nordzentraltimor.